# Wilgotniczka jasna

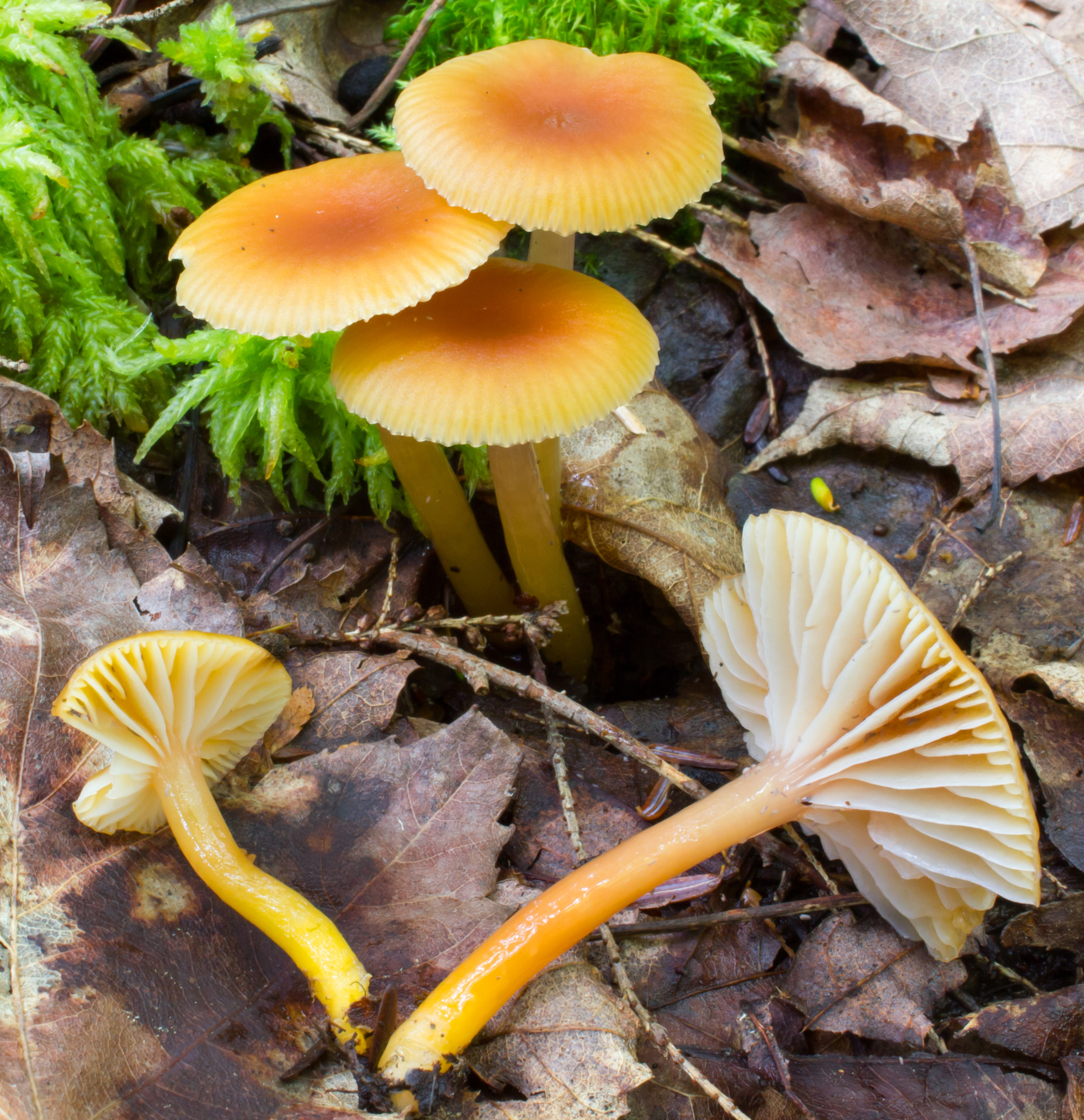

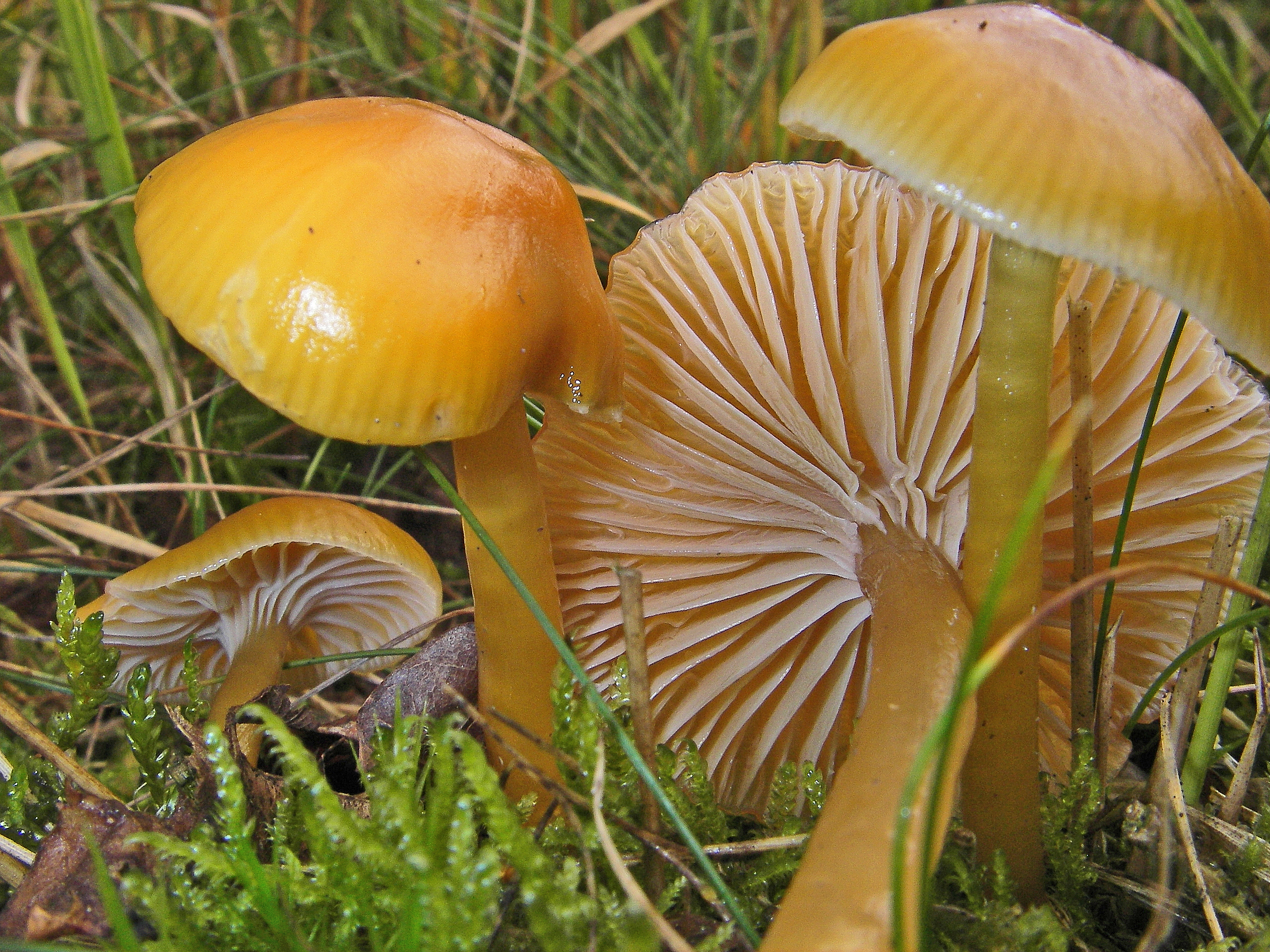
Hymenofor Hygrocybe laeta.

Wilgotniczka jasna, wilgotnica jasna (Gliophorus laetus (Pers.) Herink) – gatunek grzybów z rodziny wodnichowatych (Hygrophoraceae).

## Systematyka i nazewnictwo
Pozycja w klasyfikacji według Index Fungorum: Hygrophoraceae, Agaricales, Agaricomycetidae, Agaricomycetes, Agaricomycotina, Basidiomycota, Fungi.
Po raz pierwszy takson ten zdiagnozował w 1800 r. Persoon nadając mu nazwę Agaricus laetus. Obecną, uznaną przez Index Fungorum nazwę nadał mu w 1958 r. Josef Herink. 
Synonimów naukowych ma 16.
Nazwę „wilgotnica jasna” podali Barbara Gumińska i Władysław Wojewoda w 1983 r. W 2021 Komisja ds. Polskiego Nazewnictwa Grzybów Polskiego Towarzystwa Mykologicznego zarekomendowała, aby w razie używania synonimu Gliophorus laetus (Pers.) Herink używać nazwy „wilgotniczka jasna”.

## Morfologia
Kapelusz
Średnicy od 1,5 do 3,5 cm, młody – półkulisty, później wypukły, stożkowaty do rozpostartego i płaskiego, czasami nawet zapadnięty. Jest półprzeźroczysty, wskutek czego jest prążkowany od prześwitujących blaszek.  W wilgotnych warunkach powierzchnia jest mocno śluzowata, błyszcząca i gładka, natomiast w czasie suszy – lepka. Barwa zmienna – od płowopiaskowej do pomarańczowobrunatnej
Blaszki
Dość rzadkie i grube oraz szeroko przyrośnięte, a czasami nawet zbiegające. Na brzegu kapelusza równe, przy trzonie czasami połączone anastomozami. Początkowo białawe, później – różowawe, niemal zawsze z popielatym, lub rzadziej z zielonkawym odcieniem.
Trzon
Wysokość od 2 do 5 cm, średnicy od 3 do 5 mm, cylindryczny, niekiedy wygięty, elastyczny. Powierzchnia gładka, mocno śluzowata, błyszcząca. w środku pusty. Ma barwę podobną do kapelusza, nieco jaśniejszą, w górnej części czasami jest szaropopielaty.
Miąższ
Elastyczny, początkowo bladoochrowy, potem brązowopomarańczowy, miejscami półprzeźroczysty. Ma łagodny smak, czasami jest bezwonny, czasami ma nieprzyjemny zapach podobny do zapachu starej gumy.
Wysyp zarodników
Biały. Zarodniki o kształcie odszerokoelipsoidalnego do kulistego, gładkie. 

## Występowanie i siedlisko
W Polsce gatunek rzadki. Znajduje się na Czerwonej liście roślin i grzybów Polski. Ma status V – gatunek zagrożony wymarciem. Znajduje się na listach gatunków zagrożonych także w Szwajcarii, Niemczech i Holandii.
Rośnie od czerwca do października. Występuje gromadnie w trawie i mchach na łąkach, pastwiskach, zaroślach i skrajach lasów.

## Znaczenie
Grzyb niejadalny.

## Gatunki podobne
Do wilgotniczki jasnej najbardziej podobna jest niejadalna wilgotniczka papuzia (Gliophorus psittacinus), która ma również zielonkawe zabarwienie, odróżnia się ją szeroko przyrośniętymi blaszkami.